# Marbas

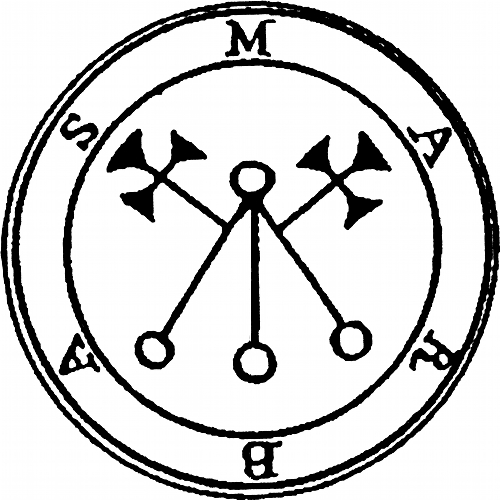
Le sceau de Marbas selon Mathers.

Marbas ou Barbas est un démon issu des croyances de la goétie, science occulte de l'invocation d'entités démoniaques.
Le Lemegeton le mentionne en 5e position et la Pseudomonarchia Daemonum en 3e position de sa liste de démons. Selon l'ouvrage, Marbas est le Grand président des enfers. Il apparaît sous la forme d'un lion. Il peut créer/propager des maladies et donner la connaissance des arts mécaniques aux Hommes. Enfin, il commande trente-six légions,.